# Ortona (Italië)
Ortona is een stad in de Italiaanse regio Abruzzen, in de provincie Chieti.
De stad is gelegen aan de Adriatische Zee. Vanuit de haven vertrekken schepen naar onder andere de nabijgelegen Tremitische Eilanden. Ten zuiden van de stad ligt de Costa dei trabocchi, vernoemd naar de karakteristieke houten visinstallaties.

## Geschiedenis
De stad is waarschijnlijk gesticht door het Italische volk de Frentani. In de Romeinse tijd groeide ze uit tot een belangrijke stad. Van de val van het Romeinse Rijk werd Ortona achtereenvolgens bestuurd door de Longobarden, Franken en Noormannen. In 1075 werd het uiteindelijk geannexeerd door het Koninkrijk Sicilië. In 1582 kocht Margaretha van Parma, de rustende landvoogd der Nederlanden, hier landerijen en bouwde er een kasteel met wijngaarden. De wijn hiervan kreeg de naam "Farnese" en wordt nog altijd gebotteld.
De Italiaanse koninklijke familie vluchtte in september 1943, gedurende de Tweede Wereldoorlog via de haven van Ortona naar het zuidelijkere, al bevrijde Brindisi. Twee maanden later, in december 1943, was Ortona het toneel van zware gevechten tussen de Duitse en Canadese troepen. Hierbij raakte de stad zwaar beschadigd.

## Frazioni
De volgende frazioni maken deel uit van de gemeente: Fonte Grande, Tamarete.

## Bezienswaardigheden
- Sint-Thomaskathedraal (met het veronderstelde reliekschrijn van de apostel Thomas)
- Castello Aragonese
- Palazzo Farnese, gebouwd door Giacomo Della Porta in opdracht van Margaretha van Parma en thans in gebruik als museum.
- Teatro Vittoria
- Kust (Costa dei Trabocchi)

## Geboren in Ortona
- Sir Francesco Paolo Tosti (1846) componist, pianist, zanger en muziekpedagoog
- Rocco Siffredi (1964) pornoacteur
- Paolo Nicolai (1988), beachvolleyballer

## Afbeeldingen

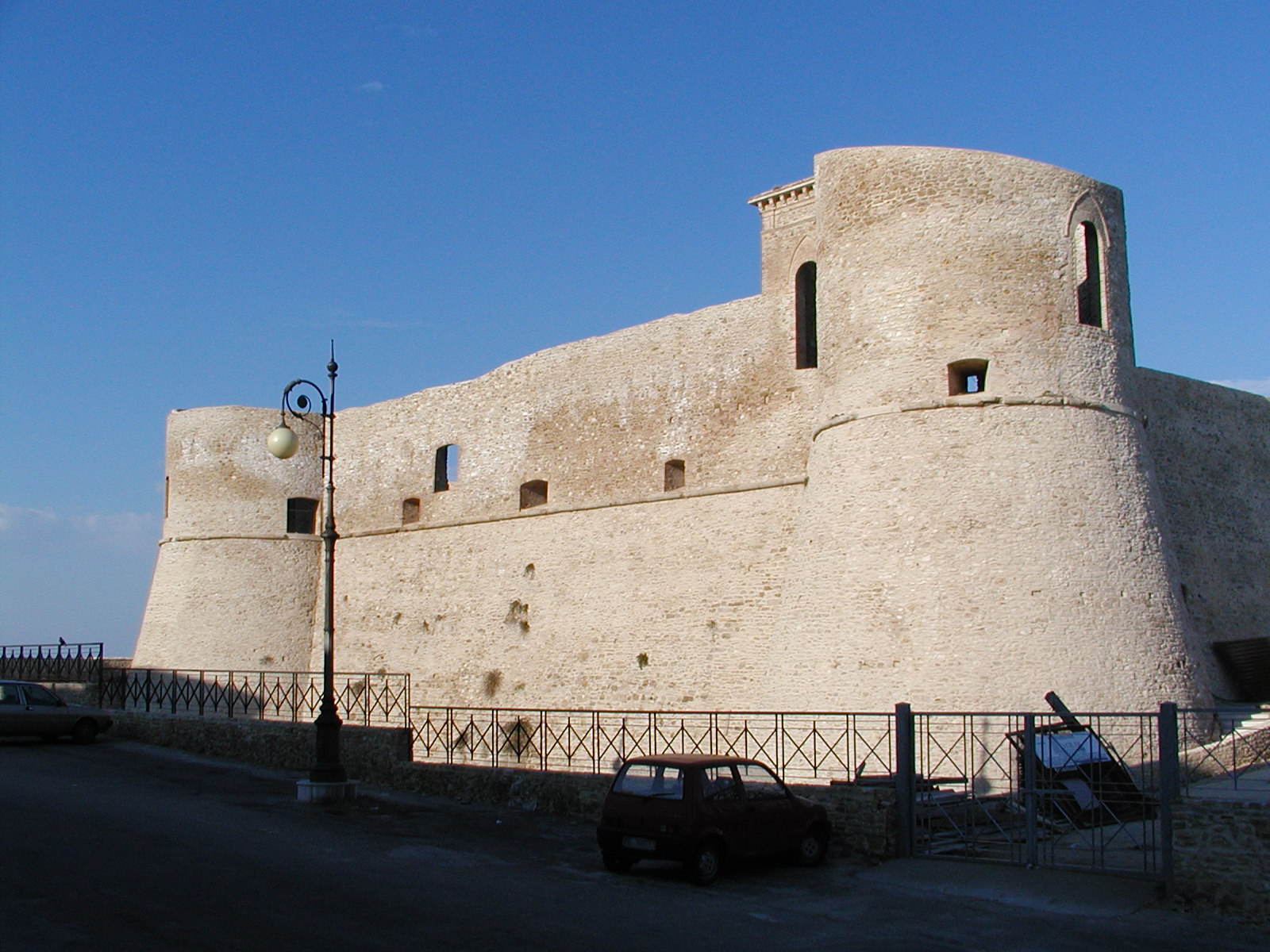
Castello Aragonese
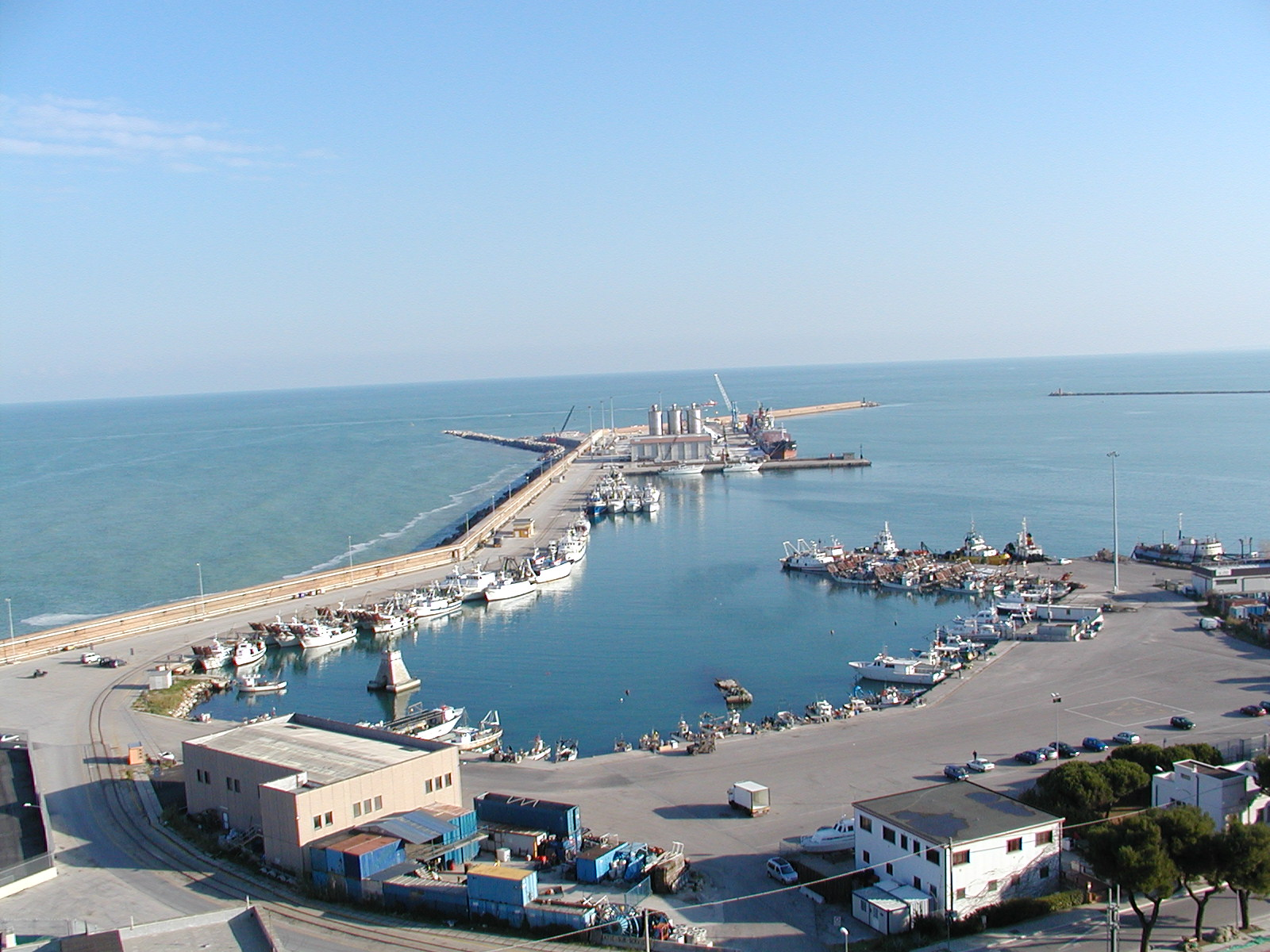
Haven
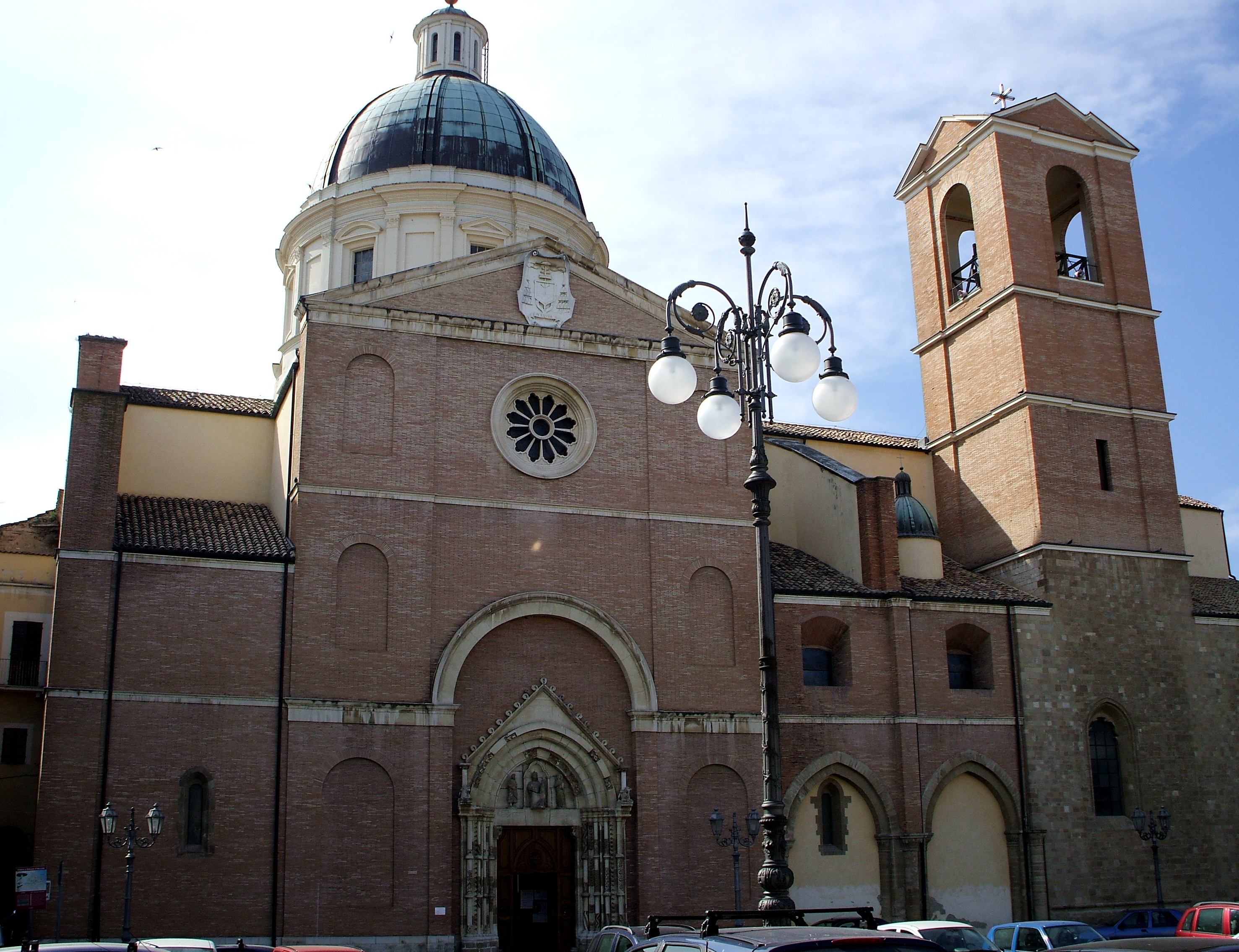
Sint-Thomas kathedraal